# Phát triển ngôn ngữ
Phát triển ngôn ngữ ở con người là một quá trình bắt đầu sớm trong cuộc sống. Trẻ sơ sinh bắt đầu không biết một ngôn ngữ nào, nhưng đến 10 tháng, trẻ có thể phân biệt âm thanh lời nói và tập nói bập bẹ. Một số nghiên cứu đã chỉ ra rằng việc học sớm nhất bắt đầu trong tử cung khi thai nhi bắt đầu nhận ra âm thanh và kiểu nói giọng nói của mẹ và phân biệt chúng với các âm thanh khác sau khi sinh.
Thông thường, trẻ em phát triển khả năng tiếp thu ngôn ngữ trước khi ngôn ngữ nói hoặc diễn đạt của chúng phát triển.  Ngôn ngữ tiếp nhận là quá trình xử lý và hiểu biết bên trong ngôn ngữ. Khi khả năng tiếp nhận của ngôn ngữ tiếp tục tăng lên, ngôn ngữ biểu đạt bắt đầu chậm phát triển.
Thông thường, ngôn ngữ hiệu quả / biểu cảm được coi là bắt đầu với giai đoạn giao tiếp trước bằng lời nói, trong đó trẻ sơ sinh sử dụng cử chỉ và giọng nói để người khác biết ý định của mình.

## Phát triển kỹ năng viết
Nghiên cứu về sự phát triển kỹ năng viết còn hạn chế. Các nghiên cứu đã được thực hiện thường tập trung vào sự phát triển của ngôn ngữ viết và nói và sự kết nối của chúng. Kỹ năng nói và viết có thể được coi là liên kết với nhau. Các nhà nghiên cứu tin rằng ngôn ngữ nói của trẻ em ảnh hưởng đến ngôn ngữ viết của chúng.  Khi một đứa trẻ học viết, chúng cần phải nắm vững cách hình thành chữ cái, chính tả, dấu câu và chúng cũng phải hiểu về cấu trúc và các mô hình tổ chức liên quan đến ngôn ngữ viết.
Lý thuyết của Kroll là một trong những lý thuyết có ý nghĩa nhất đối với sự phát triển chữ viết của trẻ em. Ông đề xuất rằng sự phát triển chữ viết của trẻ em được chia thành 4 giai đoạn. Kroll tuyên bố rõ ràng rằng các giai đoạn này là 'nhân tạo' theo nghĩa là ranh giới giữa các giai đoạn là không chính xác và ông nhận ra rằng mỗi đứa trẻ là khác nhau, do đó sự phát triển của chúng là duy nhất  . Các giai đoạn của sự phát triển chữ viết đã được làm nổi bật để cung cấp cho người đọc một phác thảo rộng rãi về những giai đoạn mà một đứa trẻ trải qua trong quá trình phát triển chữ viết; tuy nhiên khi nghiên cứu sâu về sự phát triển của một cá nhân, các giai đoạn có thể bị bỏ qua ở một mức độ nào đó.